# Saúl Marín
Sergio Saúl Marín Fariña (Caracas, 28 de octubre de 1968), más conocido como Saúl Marín, es un actor y modelo venezolano. Muy conocido por debutar y actuar en numerosas telenovelas mayormente de RCTV y Marte Television. 

## Filmografía

### Telenovelas
- La loba herida (1992/Marte TV) - Miguel
- Sirena (1993/Marte TV) - Lorenzo "GoGo"
- La hija del presidente (1994/Marte TV) - Daniel Santana
- La llaman Mariamor (1996/Marte TV) - Urbano
- Angélica Pecado (2000/RCTV) - José Toribio Castellanos
- La soberana (2001/RCTV) - Dimas
- Juana, la virgen (2002/RCTV) - Francisco Rojas
- Trapos íntimos (2002/RCTV) - Cecilio Monsalve
- Estrambótica Anastasia (2004/RCTV) - Ovidio Borosfky Samaniego
- Se solicita príncipe azul (2005/Venevisión)
- Si me miran tus ojos (2010/Venevisión/Sony Pictures tv) - Waldo
- Mi ex me tiene ganas (2012/Venevisión) - Jesús Muñoz "El negro"
- Corazón traicionado (2018/RCTV Producciones) - Alfonso Valeria
- Almas en Pena (2020/RCTV Producciones) - Luis

### Películas
- La señora de Cárdenas (RCTV)